# قرارداد صلح پاریس ۱۹۹۱
قرارداد صلح پاریس (خمر: សន្ធិសញ្ញាសន្តិភាពទីក្រុងប៉ារីស ឆ្នាំ១៩៩១، فرانسوی: Accords de paix de Paris) که به صورت رسمی به توافقنامه صلح جامع کامبوج مشهور است در تاریخ ۲۳ اکتبر ۱۹۹۱ منعقد شد و پایان رسمی جنگ کامبوج و ویتنام و جنگ سوم هندوچین بود. این توافق منجر به استقرار اولین مأموریت عملیات حفظ صلح سازمان ملل متحد (نهاد انتقال قدرت رفراندوم در کامبوج) از زمان جنگ سرد و اولین موقعیتی شد که در آن سازمان ملل متحد به عنوان دولت یک کشور مسئولیت را بر عهده گرفت. این توافقنامه توسط ۱۹ کشور امضا شد.
موافقت نامه‌های صلح پاریس به شکل زیر بود:
- قانون نهایی کنفرانس پاریس در مورد کامبوج
- توافقنامه حل و فصل سیاسی مناقشه کامبوج
- موافقتنامه مربوط به حاکمیت، تمامیت ارضی و مصونیت، بی‌طرفی و وحدت ملی کامبوج
- اعلامیه احیا و بازسازی کامبوج[۲]